# جائزة أوروبا الكبرى 2012
جائزة أوروبا الكبرى 2012 هو سباق فورمولا 1 أقيم بتاريخ 24 يونيو 2012 في حلبة شوارع فالنسيا، بلنسية، إسبانيا. كان الثامن من أصل 20 في بطولة العالم لسباقات الفورمولا واحد موسم 2012. حلّ الإسباني فرناندو ألونسو أولا بينما جاء الفنلندي كيمي رايكونن في المركز الثاني وحصل على المركز الثالث الألماني مايكل شوماخر.